# Campeonato Asiático de Atletismo
O Campeonato Asiático de Atletismo (em inglês Asian Athletics Championships) são um evento organizado pela Associação Asiática de Atletismo (Asian Athletic Association, AAA), e que se celebra a cada quatro anos numa cidade da Ásia.
A competição teve uma polêmica com a Associação Internacional de Federações de Atletismo (IAAF) devido a participação de Israel em 1977. Essa edição do concurso foi cancelado e campeonatos entre 1979 e 1989 foram chamados de "Asian Track and Field Meeting" como resultado. A situação foi resolvida quando Israel começou a competir em eventos da Associação Europeia de Atletismo.

## Edições
| Edicção | Ano  | Cidade       | País          | Estádio                               |
| ------- | ---- | ------------ | ------------- | ------------------------------------- |
| 1º      | 1973 | Manila       | Filipinas     | Rizal Memorial Stadium                |
| 2º      | 1975 | Seoul        | Coreia do Sul | Dongdaemun Stadium                    |
| 3º      | 1979 | Tóquio       | Japão         | Estádio Nacional de Tóquio            |
| 4º      | 1981 | Tóquio       | Japão         | Estádio Nacional de Tóquio            |
| 5º      | 1983 | Kuwait       | Kuwait        | Kuwait National Stadium               |
| 6º      | 1985 | Jakarta      | Indonésia     | Bung Karno Stadium                    |
| 7º      | 1987 | Singapura    | Singapura     | Estádio Nacional                      |
| 8º      | 1989 | Nova Delhi   | Índia         | Jawaharlal Nehru Stadium              |
| 9º      | 1991 | Kuala Lumpur | Malásia       | Stadium Merdeka                       |
| 10º     | 1993 | Manila       | Filipinas     | Rizal Memorial Stadium                |
| 11º     | 1995 | Jakarta      | Indonésia     | Bung Karno Stadium                    |
| 12º     | 1998 | Fukuoka      | Japão         | Hakatanomori Athletic Stadium         |
| 13º     | 2000 | Jakarta      | Indonésia     | Bung Karno Stadium                    |
| 14º     | 2002 | Colombo      | Sri Lanka     | Sugathadasa Stadium                   |
| 15º     | 2003 | Manila       | Filipinas     | Rizal Memorial Stadium                |
| 16º     | 2005 | Incheon      | Coreia do Sul | Incheon Munhak Stadium                |
| 17º     | 2007 | Amman        | Jordânia      | Amman International Stadium           |
| 18º     | 2009 | Guangzhou    | China         | Estádio Olímpico                      |
| 19º     | 2011 | Kobe         | Japão         | Kobe Universiade Memorial Stadium     |
| 20º     | 2013 | Pune         | Índia         | Shree Shiv Chhatrapati Sports Complex |
| 21º     | 2015 | Wuhan        | China         | Wuhan Stadium                         |
| 22º     | 2017 | Bhubaneswar  | Índia         | Kalinga Stadium                       |
| 23º     | 2019 | Doha         | Catar         | Estádio Internacional Khalifa         |
| 24º     | 2021 | Hangzhou     | China         | Centro Esportivo Olímpico de Hangzhou |
| 25º     | 2023 | Banguecoque  | Tailândia     | Estádio Nacional                      |

## Quadro geral de medalhas
Até a edição de 2023
| Ordem | País                   | Medalha de ouro | Medalha de prata | Medalha de bronze | Total |
| ----- | ---------------------- | --------------- | ---------------- | ----------------- | ----- |
| 1     | China                  | 325             | 227              | 126               | 678   |
| 2     | Japão                  | 172             | 206              | 231               | 609   |
| 3     | Índia                  | 94              | 120              | 140               | 354   |
| 4     | Catar                  | 65              | 40               | 42                | 147   |
| 5     | Cazaquistão            | 35              | 38               | 46                | 119   |
| 6     | Barém                  | 32              | 27               | 16                | 75    |
| 7     | Coreia do Sul          | 28              | 58               | 66                | 152   |
| 8     | Arábia Saudita         | 28              | 23               | 13                | 64    |
| 9     | Tailândia              | 26              | 31               | 30                | 87    |
| 10    | Sri Lanka              | 22              | 20               | 24                | 66    |
| 11    | Uzbequistão            | 120             | 29               | 22                | 71    |
| 12    | Taipé Chinesa          | 18              | 41               | 62                | 121   |
| 13    | Irão                   | 18              | 18               | 22                | 58    |
| 14    | Kuwait                 | 16              | 19               | 9                 | 44    |
| 15    | Filipinas              | 15              | 11               | 18                | 44    |
| 16    | Coreia do Norte        | 12              | 11               | 23                | 46    |
| 17    | Vietname               | 9               | 4                | 7                 | 20    |
| 18    | Quirguistão            | 8               | 2                | 5                 | 15    |
| 19    | Malásia                | 6               | 16               | 27                | 49    |
| 20    | Emirados Árabes Unidos | 6               | 4                | 3                 | 13    |
| 21    | Iraque                 | 5               | 9                | 9                 | 23    |
| 22    | Tajiquistão            | 5               | 2                | 1                 | 8     |
| 23    | Síria                  | 3               | 2                | 6                 | 11    |
| 24    | Myanmar                | 3               | 2                | 4                 | 9     |
| 25    | Israel                 | 3               | 1                | 4                 | 8     |
| 26    | Singapura              | 2               | 8                | 5                 | 15    |
| 27    | Paquistão              | 2               | 3                | 3                 | 8     |
| 28    | Hong Kong              | 1               | 5                | 2                 | 8     |
| 29    | Omã                    | 1               | 2                | 4                 | 7     |
| 30    | Indonésia              | 1               | 1                | 9                 | 19    |
| 31    | Jordânia               | 1               | 1                | 3                 | 5     |
| 32    | Azerbaijão             | 1               | 1                | 1                 | 3     |
| 33    | Turquemenistão         | 1               | 1                | 0                 | 2     |
| 34    | Líbano                 | 0               | 2                | 2                 | 4     |
| 35    | Mongólia               | 0               | 1                | 1                 | 2     |
| 36    | Camboja                | 0               | 0                | 2                 | 2     |
| 37    | Nepal                  | 0               | 0                | 2                 | 2     |
| Total | Total                  | 1.084           | 986              | 990               | 2.968 |